# Академічне веслування на літніх Олімпійських іграх 2020 — парні двійки (чоловіки)
Змагання з академічного веслування в парних двійках серед чоловіків на літніх Олімпійських іграх 2020 року відбулися з 23 по 28 липня 2021 року на Веслувальному каналі Сі Форест. Змагалися 26 веслувальників з 13 країн.

## Передумови
Це буде 25-та поява цієї дисципліни на Олімпійських іграх. Вона була у програмі ОІ 1896, але змагання скасували через погані погодні умови. Також її не було на Олімпіадах 1908 і 1912 років.

## Кваліфікація
Починаючи з 1912 року кожен Національний олімпійський комітет (NOC) може виставити в цій дисципліні не більш як одного човна (двох веслувальників). 13 квот розподілено таким способом:
- 11 через Чемпіонат світу 2019 року
- 2 через Фінальну кваліфікаційну регату

## Формат змагань
У цій дисципліні академічного веслування човном рухають два веслувальники, використовуючи по два весла (кожен по одному на обох боках човна). Змагання складаються з кількох раундів. Нинішні проводять у три раунди. У фіналах розігрують медалі та решту місць. Їм присвоюють літери абетки: що ближче літера до початку абетки, то на вище місце претендують веслувальники. Назва півфіналів залежить від того, до якого фіналу з нього можуть потрапити веслувальники. З кожного півфіналу можна потрапити до двох фіналів. Довжина дистанції становить 2000 метрів — олімпійський стандарт починаючи з 1912 року.
У першому раунді проводять три попередні запливи. Перші три човни в кожному запливі виходять до чвертьфіналу, а всі інші потрапляють до додаткового раунду.
Додатковий раунд дає веслувальникам ще один шанс потрапити до півфіналу. Човни, що посіли перші три місця, виходять до півфіналів, а решта — вибувають з подальшої боротьби.
Два півфінали по шість човнів у кожному. Перші три човни в кожному півфіналі виходять до фіналу A. Решта - потрапляють до фіналу B.
Третій і завершальний раунд — фінали. Кожен фінал визначає місце, що посіли веслувальники. У фіналі A розігрують медалі, а також місця з 4-го по 6-те. У фіналі B розігрують місця з 7-го по 12-те тощо.

## Розклад
Змагання в цій дисципліні відбуваються впродовж шести окремих днів. Вказано час початку сесії. Під час однієї сесії можуть відбуватися змагання в кількох різних дисциплінах.
Вказано японський стандартний час (UTC + 9)
| Дата                         | Час       | Раунд             |
| ---------------------------- | --------- | ----------------- |
| П'ятниця, 23 липня 2021 року | 10:30     | Попередні запливи |
| Субота, 24 липня 2021 року   | 9:40      | Додаткові запливи |
| Понеділок, 26 липня 2021 р   | 10:40     | Півфінали A/B     |
| Середа, 28 липня 2021 року   | 8:42 9:30 | Фінал B Фінал A   |

## Результати

### Запливи
Перші три човни з кожного запливу кваліфікувалися до чвертьфіналів, а решта - потрапили до додаткового запливу.

#### Заплив 1
| Місце | Доріжка | Веслувальники                   | Країна                           | Час     | Примітки |
| ----- | ------- | ------------------------------- | -------------------------------- | ------- | -------- |
| 1     | 4       | Уго Бушерон Маттьє Андродіас    | Франція (FRA)                    | 6:10.45 | Q        |
| 2     | 1       | Чжиюй Лю Чжан Лян               | Китай (CHN)                      | 6:11.55 | Q        |
| 3     | 3       | Ілля Кондратьєв Андрій Потапкін | Олімпійський комітет Росії (ROC) | 6:16.09 | Q        |
| 4     | 5       | Штефан Крюґер Марк Вебер        | Німеччина (GER)                  | 6:35.11 | Д        |
| 5     | 2       | Якуб Подразіл Ян Сінсібух       | Чехія (CZE)                      | 6:41.75 | Д        |

#### Заплив 2
| Місце | Доріжка | Веслувальники                      | Країна              | Час     | Примітки |
| ----- | ------- | ---------------------------------- | ------------------- | ------- | -------- |
| 1     | 4       | Мірослав Зентарський Матеуш Біскуп | Польща (POL)        | 6:11.22 | Q        |
| 2     | 1       | Барнабе Деларзе Роман Руслі        | Швейцарія (SUI)     | 6:11.24 | Q        |
| 3     | 3       | Джек Лопас Крістофер Гарріс        | Нова Зеландія (NZL) | 6:12.05 | Q        |
| 4     | 2       | Ронан Бірне Філіп Дойл             | Ірландія (IRL)      | 6:14.40 | Д        |

#### Заплив 3
| Місце | Доріжка | Веслувальники                    | Країна                | Час     | Примітки |
| ----- | ------- | -------------------------------- | --------------------- | ------- | -------- |
| 1     | 4       | Мелвін Твеллар Стеф Брунінк      | Нідерланди (NED)      | 6:08.38 | Q (OR)   |
| 2     | 2       | Грем Томас Джон Коллінз          | Велика Британія (GBR) | 6:12.80 | Q        |
| 3     | 3       | Йоан Прундяну Мар'ян Енаке       | Румунія (ROU)         | 6:13.62 | Q        |
| 4     | 1       | Саулюс Ріттер Аурімас Адомавічюс | Литва (LTU)           | 6:23.08 | Д        |

### Додатковий заплив
Перші три човни з запливу виходять до півфіналу; четвертий - вибуває.
| Місце | Доріжка | Веслувальники                    | Країна          | Час     | Примітки |
| ----- | ------- | -------------------------------- | --------------- | ------- | -------- |
| 1     | 4       | Штефан Крюґер Марк Вебер         | Німеччина (GER) | 6:26.64 | Q        |
| 2     | 2       | Саулюс Ріттер Аурімас Адомавічюс | Литва (LTU)     | 6:27.36 | Q        |
| 3     | 3       | Ронан Бірне Філіп Дойл           | Ірландія (IRL)  | 6:29.90 | Q        |
| 4     | 1       | Якуб Подразіл Ян Сінсібух        | Чехія (CZE)     | 6:32.86 |          |

### Півфінали
Перші троє човнів з кожного запливу виходять до фіналу A, решта - до фіналу B 

#### Півфінал A/B 1
| Місце | Доріжка | Веслувальники                      | Країна                | Час     | Примітки |
| ----- | ------- | ---------------------------------- | --------------------- | ------- | -------- |
| 1     | 3       | Уго Бушерон Маттьє Андродіас       | Франція (FRA)         | 6:20.45 | FA       |
| 2     | 2       | Грем Томас Джон Коллінз            | Велика Британія (GBR) | 6:22.95 | FA       |
| 3     | 4       | Мірослав Зентарський Матеуш Біскуп | Польща (POL)          | 6:24.50 | FA       |
| 4     | 5       | Джек Лопас Крістофер Гарріс        | Нова Зеландія (NZL)   | 6:26.08 | FB       |
| 5     | 1       | Штефан Крюґер Марк Вебер           | Німеччина (GER)       | 6:38.41 | FB       |
| 6     | 6       | Ронан Бірне Філіп Дойл             | Ірландія (IRL)        | 6:49.06 | FB       |

#### Півфінал A/B 2
| Місце | Доріжка | Веслувальники                    | Країна                           | Час     | Примітки |
| ----- | ------- | -------------------------------- | -------------------------------- | ------- | -------- |
| 1     | 4       | Мелвін Твеллар Стеф Брунінк      | Нідерланди (NED)                 | 6:20.17 | FA       |
| 2     | 5       | Чжиюй Лю Чжан Лян                | Китай (CHN)                      | 6:23.11 | FA       |
| 3     | 3       | Барнабе Деларзе Роман Руслі      | Швейцарія (SUI)                  | 6:25.89 | FA       |
| 4     | 6       | Ілля Кондратьєв Андрій Потапкін  | Олімпійський комітет Росії (ROC) | 6:26.58 | FB       |
| 5     | 2       | Йоан Прундяну Мар'ян Енаке       | Румунія (ROU)                    | 6:29.55 | FB       |
| 6     | 1       | Саулюс Ріттер Аурімас Адомавічюс | Литва (LTU)                      | 6:34.04 | FB       |

### Фінали

#### Фінал B
| Місце | Доріжка | Веслувальники                    | Країна                           | Час     | Примітки |
| ----- | ------- | -------------------------------- | -------------------------------- | ------- | -------- |
| 1     | 3       | Ілля Кондратьєв Андрій Потапкін  | Олімпійський комітет Росії (ROC) | 6:13.73 |          |
| 2     | 4       | Джек Лопас Крістофер Гарріс      | Нова Зеландія (NZL)              | 6:15.51 |          |
| 3     | 2       | Йоан Прундяну Мар'ян Енаке       | Румунія (ROU)                    | 6:16.86 |          |
| 4     | 6       | Ронан Бірне Філіп Дойл           | Ірландія (IRL)                   | 6:16.89 |          |
| 5     | 5       | Штефан Крюґер Марк Вебер         | Німеччина (GER)                  | 6:18.13 |          |
| 6     | 1       | Саулюс Ріттер Аурімас Адомавічюс | Литва (LTU)                      | 6.20.87 |          |

#### Фінал A
| Місце | Доріжка | Веслувальники                      | Країна                | Час     | Примітки |
| ----- | ------- | ---------------------------------- | --------------------- | ------- | -------- |
| 1     | 3       | Уго Бушерон Маттьє Андродіас       | Франція (FRA)         | 6:00.33 | OB       |
| 2     | 4       | Мелвін Твеллар Стеф Брунінк        | Нідерланди (NED)      | 6:00.53 |          |
| 3     | 2       | Лю Чжиюй Чжан Лян                  | Китай (CHN)           | 6:03.63 |          |
| 4     | 5       | Грем Томас Джон Коллінз            | Велика Британія (GBR) | 6:06.48 |          |
| 5     | 1       | Барнабе Деларзе Роман Руслі        | Швейцарія (SUI)       | 6:09.05 |          |
| 6     | 6       | Мірослав Зентарський Матеуш Біскуп | Польща (POL)          | 6:09.17 |          |